# Тит Аврелій Фульв (консул 85 року)
Тит Аврелій Фульв (лат. Titus Aurelius Fulvus; ? — після 96) — державний та військовий діяч Римської імперії, консул 85 року.

## Життєпис
Походив з роду Авреліїв з Немауза (сучасне м.Нім), що у Нарбонській Галлії. Родина його належала до стану декуріонів. На початку правління імператора Нерона став сенатором. У 64 році його призначено командувачем III Галльського легіону, що стояв у Вірменії. Згодом отримав призначення до Мезії, де відзначився у війні з роксоланами. За це від імператора Отона отримав консульські відзнаки.
Під час боротьби за владу підтримав імператора Вітеллія, виступив проти Веспасіана. Втім після перемоги останнього Тит Аврелій зумів зберегти свій статус. У 70-ті роки належав до наближених династії Флавіїв. Призначено імператорським легатом-пропретором Тарраконської Іспанії.
У 85 році став консулом разом з імператором Доміціаном. У 86 році або пізніше Тита Аврелія призначено міським префектом Риму. Після смерті у 89 році свого сина узяв опіку над онуком, майбутнім імператором Антоніном Пієм. Остання згадка про Тита Аврелія Фульва датується 96 роком.

## Родина
- Тит Аврелій Фульв, консул 89 року